# Maďarská národní galerie

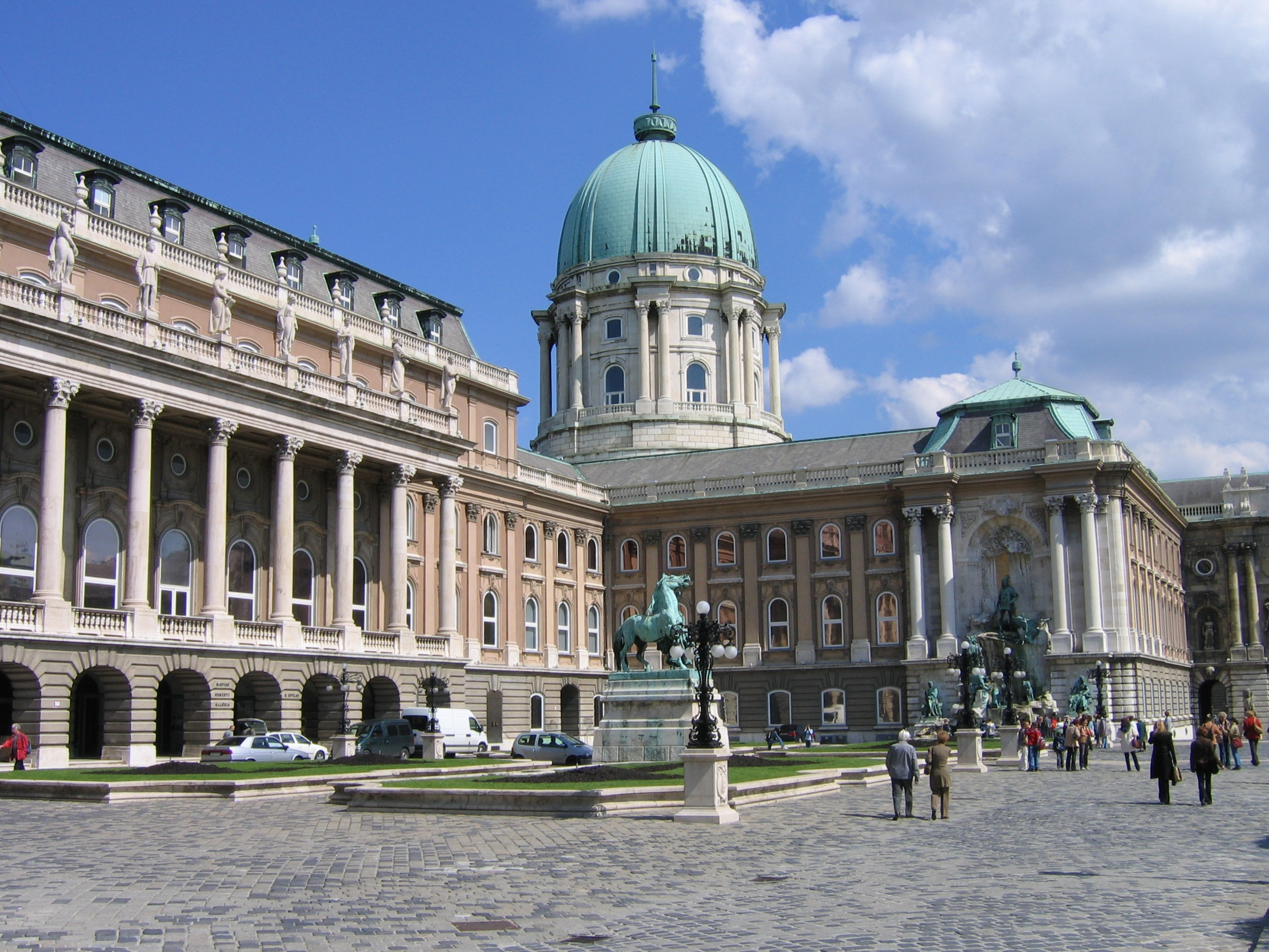
Národní galerie

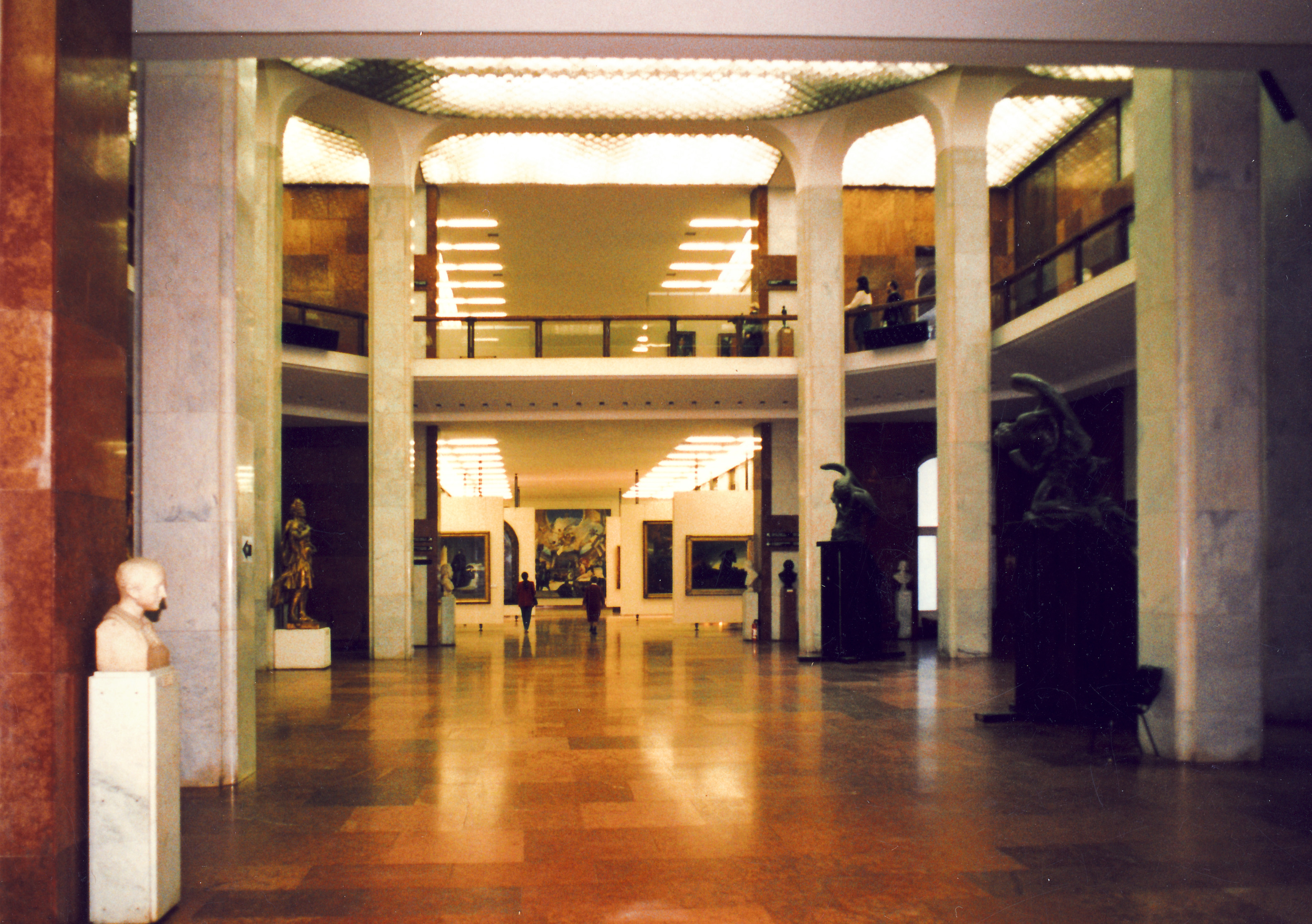
Interiér Národní galerie

Maďarská národní galerie (maďarsky Magyar Némzeti Galéria) v Budapešti vystavuje největší sbírku maďarského výtvarného umění od nejstarších dob až do současnosti, včetně děl umělců, kteří působili v cizině. Jako samostatné muzeum byla založena v roce 1957, v Budínském hradu je umístěna od roku 1975.
Sbírky mezinárodního umění jsou vystaveny v Muzeu krásných umění na Hösök Téré.

## Stálé výstavy
- Středověké a renesanční lapidárium
- Gotické obrazy a řezby ze dřeva
- Pozdně gotický triptych
- Pozdní renesance a barokní umění
- Obrazy z 19. století
- Sochy z 19. století
- Díla Mihály Munkácsyho a László Paála
- Umění 20. století před rokem 1945
- Umění 20. století po roce 1945

## Adresa
Budavári Palota, A-B-C-D epület Budapest I. ker., Szent György tér 2.